# Страст и сила
„Страст и сила“ (на испански: Pasión y poder) е мексиканска теленовела от 2015 г., режисирана от Салвадор Гарсини и Алехандро Гамбоа, и продуцирана от Хосе Алберто Кастро за Телевиса. Историята е адаптирана от Химена Суарес, базирана на едноименната новела от Мариса Гаридо.
Главните положителни роли са поверени на Сусана Гонсалес и Хорхе Салинас, а главните отрицателни на Фернандо Колунга и Марлене Фавела.

## Сюжет
„Страст и сила“ разказва за семейните драми и юридическите правомощия между две съперничещи си семейства. Съперничеството е възникнало преди много години, когато Артуро Монтенегро и Еладио Гомес Луна се влюбват в красивата Хулия Ваядо. Еладио, в крайна сметка, се ожени за нея. Години по-късно, Хулия е много нещастна жена, на която се налага да страда от неверността на съпруга си. Единствената ѝ утеха е любовта на сина ѝ Дейвид, пълна противоположност на баща си.

## Актьори
Съкратен актьорски състав.
- Сусана Гонсалес – Хулия Ваядо де Гомес-Луна
- Хорхе Салинас – Артуро Монтенегро Ривас
- Фернандо Колунга – Еладио Гомес Луна Алтамирано
- Марлене Фавела – Нина Перес де Монтенегро
- Ирина Баева – Даниела Монтенегро Перес
- Мишел Рено – Рехина Монтенегро Перес
- Алтаир Харабо – Консуело Мартинес де Монтенегро
- Хосе Пабло Минор – Давид Гомес Луна Ваядо
- Данило Карера – Франко Ерера Фуентес / Франко Гомес Луна Ерера
- Фабиола Гуахардо – Габриела Диас Ваядо
- Марко Мендес – Агустин Орнелас
- Емануел Паломарес – Джони
- Енрике Монтаньо – Хустино

## Премиера
Премиерата на Страст и сила е на 5 октомври 2015 г. по Canal de las Estrellas. Последният 136. епизод е излъчен на 10 април 2016 г.

## Награди и номинации
Награди TVyNovelas 2016
| Категория                           | Номинация           | Резултат   |
| ----------------------------------- | ------------------- | ---------- |
| Най-добра теленовела                | Хосе Алберто Кастро | Печели     |
| Най-добър актьор в положителна роля | Хорхе Салинас       | Номиниран  |
| Най-добър актьор в отрицателна роля | Фернандо Колунга    | Печели     |
| Най-добър пръв актьор               | Луис Баярдо         | Номиниран  |
| Най-добър актьор в поддържаща роля  | Хосе Пабло Минор    | Печели     |
| Най-добра актриса в поддържаща роля | Фабиола Гуахардо    | Печели     |
| Най-добро женско откритие           | Ирина Баева         | Номинирана |
| Най-добро мъжко откритие            | Данило Карера       | Номиниран  |
| Най-добър екип                      | Хосе Алберто Кастро | Печели     |

Награди Juventud 2016
| Категория    | Номинация        | Резултат |
| ------------ | ---------------- | -------- |
| Любим актьор | Фернандо Колунга | Печели   |